# 西藏蓼
西藏蓼（学名：Polygonum tibeticum）为蓼科蓼属下的一个种。其种加词“tibeticum”意为“西藏的”。